# Клэкстон, Николас
Ни́колас (Ник) Девир Клэ́кстон (англ. Nicolas (Nic) Devir Claxton; род. 17 апреля 1999, Гринвилл, Южная Каролина) — американский профессиональный баскетболист, выступающий в Национальной баскетбольной ассоциации за «Бруклин Нетс». Играет на позициях тяжелого форварда и центрового. 31-й номер драфта НБА 2019 года (был выбран командой «Бруклин Нетс»).

## Карьера в школе
Клэкстон посещал Legacy Charter School в Гринвилле. В своём первом сезоне он набирал в среднем за игру 17,4 очка, 7,8 подбора и 2,9 блок-шота и стал четвёртым игроком в истории команды, сумевших набрать за неё 1000 очков В 2017 году он поступил в Университет Джорджии, за команду которого провёл два сезона

## Профессиональная карьера

### Бруклин Нетс (2019—настоящее время)
20 июня 2019 года Николас был выбран под 31-м номером драфта командой «Бруклин Нетс», и 7 июля стороны подписали контракт. Клэкстон дебютировал в НБА в матче против «Портленд Трэйл Блэйзерс» 9 ноября, набрав в нём 8 очков. В своём первом сезоне Ника преследовали травмы, из-за которых он пропустил довольно много игр основы и при этом часто тренировался с командой Лиги развития «Лонг-Айленд Нетс». 
В следующем сезоне «Бруклин», ведомый Кайри Ирвингом, Джеймсом Харденом и Кевином Дюрантом, добрался до полуфинала Восточно конференции. Клакстон принял участие в 32 играх регулярного чемпионата, в которых набирал в среднем 6,6 очков, 5,2 подборов и 1,3 блок-шотов. В плей-офф тренер «Нетс» Стив Нэш не доверял Клэкстону много времени на площадке, предпочитая ему более опытных Блэйка Гриффина и Джеффа Грина.
26 декабря 2021 года в рождественском матче НБА против «Лос-Анджелес Лейкерс» Ник стал автором решающего попадания, завершив атаку своей команды данком с навеса через Леброна Джеймса. «Бруклин» выиграл ту встречу со счётом 122:115.
7 июля 2022 года Клэкстон продлил контракт с «Нетс» на два года и 20 миллионов долларов.
26 января 2023 года Клэкстон набрал максимальные в карьере 27 очков, 13 подборов и два блока в матче против «Детройт Пистонс».
В конце сезона он лидировал в лиге по проценту попаданий с игры (70,5%), делал в среднем 2,5 блока за игру, что являлось втором результатом в лиге после «лучшего оборонительного игрока НБА» Джарена Джексона (младшего).
6 июля 2024 года Клэкстон переподписал контракт с «Нетс» на четыре года и 100 миллионов долларов.

## Карьера в сборной
Клэкстон, отец которого родился в Сент-Томасе, играл за сборные Виргинских Островов разных возрастов. Летом 2018 года он дебютировал в основной национальной команде в квалификации к чемпионату мира 2019.

## Статистика

### Статистика в НБА
| Сезон                                                                                    | Команда | Регулярный сезон | Регулярный сезон | Регулярный сезон | Регулярный сезон | Регулярный сезон | Регулярный сезон | Регулярный сезон | Регулярный сезон | Регулярный сезон | Регулярный сезон | Регулярный сезон | Серия плей-офф | Серия плей-офф | Серия плей-офф | Серия плей-офф | Серия плей-офф | Серия плей-офф | Серия плей-офф | Серия плей-офф | Серия плей-офф | Серия плей-офф | Серия плей-офф |
| Сезон                                                                                    | Команда | GP               | GS               | MPG              | FG%              | 3P%              | FT%              | RPG              | APG              | SPG              | BPG              | PPG              | GP             | GS             | MPG            | FG%            | 3P%            | FT%            | RPG            | APG            | SPG            | BPG            | PPG            |
| ---------------------------------------------------------------------------------------- | ------- | ---------------- | ---------------- | ---------------- | ---------------- | ---------------- | ---------------- | ---------------- | ---------------- | ---------------- | ---------------- | ---------------- | -------------- | -------------- | -------------- | -------------- | -------------- | -------------- | -------------- | -------------- | -------------- | -------------- | -------------- |
| 2019/20                                                                                  | Бруклин | 15               | 0                | 12,5             | 56,3             | 14,3             | 52,4             | 2,9              | 1,1              | 0,1              | 0,5              | 4,4              | Не участвовал  | Не участвовал  | Не участвовал  | Не участвовал  | Не участвовал  | Не участвовал  | Не участвовал  | Не участвовал  | Не участвовал  | Не участвовал  | Не участвовал  |
| 2020/21                                                                                  | Бруклин | 32               | 1                | 18,6             | 62,1             | 20,0             | 48,4             | 5,2              | 0,9              | 0,7              | 1,3              | 6,6              | 12             | 0              | 10,8           | 48,3           | -              | 66,7           | 2,8            | 0,6            | 0,3            | 1,0            | 2,5            |
| 2021/22                                                                                  | Бруклин | 47               | 19               | 20,7             | 67,4             | -                | 58,1             | 5,6              | 0,9              | 0,5              | 1,1              | 8,7              | 4              | 0              | 24,5           | 79,2           | -              | 18,2           | 6,3            | 1,5            | 1,3            | 2,3            | 10,5           |
| 2022/23                                                                                  | Бруклин | 76               | 76               | 29,9             | 70,5             | 0,0              | 54,1             | 9,2              | 1,9              | 0,9              | 2,5              | 12,6             | 4              | 4              | 29,3           | 72,0           | -              | 60,0           | 8,0            | 1,5            | 0,3            | 1,8            | 10,5           |
| 2023/24                                                                                  | Бруклин | 71               | 71               | 29,8             | 62,9             | 20,0             | 55,1             | 9,9              | 2,1              | 0,6              | 2,1              | 11,8             | Не участвовал  | Не участвовал  | Не участвовал  | Не участвовал  | Не участвовал  | Не участвовал  | Не участвовал  | Не участвовал  | Не участвовал  | Не участвовал  | Не участвовал  |
| 2024/25                                                                                  | Бруклин | 70               | 62               | 26,9             | 56,3             | 23,8             | 51,3             | 7,4              | 2,2              | 0,9              | 1,4              | 10,3             | Не участвовал  | Не участвовал  | Не участвовал  | Не участвовал  | Не участвовал  | Не участвовал  | Не участвовал  | Не участвовал  | Не участвовал  | Не участвовал  | Не участвовал  |
|                                                                                          | Всего   | 311              | 229              | 25,8             | 63,6             | 20,0             | 53,7             | 7,7              | 1,7              | 0,7              | 1,7              | 10,3             | 20             | 4              | 17,3           | 65,4           | -              | 34,3           | 4,5            | 1,0            | 0,5            | 1,4            | 5,7            |
| Наведите курсор мыши на аббревиатуры в заголовке таблицы, чтобы прочесть их расшифровку. |         |                  |                  |                  |                  |                  |                  |                  |                  |                  |                  |                  |                |                |                |                |                |                |                |                |                |                |                |

### Статистика в Джи-Лиге
| Сезон                                                                                    | Команда          | Регулярный сезон | Регулярный сезон | Регулярный сезон | Регулярный сезон | Регулярный сезон | Регулярный сезон | Регулярный сезон | Регулярный сезон | Регулярный сезон | Регулярный сезон | Регулярный сезон | Серия плей-офф | Серия плей-офф | Серия плей-офф | Серия плей-офф | Серия плей-офф | Серия плей-офф | Серия плей-офф | Серия плей-офф | Серия плей-офф | Серия плей-офф | Серия плей-офф |
| Сезон                                                                                    | Команда          | GP               | GS               | MPG              | FG%              | 3P%              | FT%              | RPG              | APG              | SPG              | BPG              | PPG              | GP             | GS             | MPG            | FG%            | 3P%            | FT%            | RPG            | APG            | SPG            | BPG            | PPG            |
| ---------------------------------------------------------------------------------------- | ---------------- | ---------------- | ---------------- | ---------------- | ---------------- | ---------------- | ---------------- | ---------------- | ---------------- | ---------------- | ---------------- | ---------------- | -------------- | -------------- | -------------- | -------------- | -------------- | -------------- | -------------- | -------------- | -------------- | -------------- | -------------- |
| 2019/20                                                                                  | Лонг-Айленд Нетс | 9                | 5                | 21,3             | 65,9             | 55,6             | 76,2             | 7,4              | 1,4              | 0,8              | 1,2              | 16,7             | Не участвовал  | Не участвовал  | Не участвовал  | Не участвовал  | Не участвовал  | Не участвовал  | Не участвовал  | Не участвовал  | Не участвовал  | Не участвовал  | Не участвовал  |
|                                                                                          | Всего            | 9                | 5                | 21,3             | 65,9             | 55,6             | 76,2             | 7,4              | 1,4              | 0,8              | 1,2              | 16,7             | Не участвовал  | Не участвовал  | Не участвовал  | Не участвовал  | Не участвовал  | Не участвовал  | Не участвовал  | Не участвовал  | Не участвовал  | Не участвовал  | Не участвовал  |
| Наведите курсор мыши на аббревиатуры в заголовке таблицы, чтобы прочесть их расшифровку. |                  |                  |                  |                  |                  |                  |                  |                  |                  |                  |                  |                  |                |                |                |                |                |                |                |                |                |                |                |

### Статистика в NCAA
| Сезон | Команда  | Conf  | Class | GP | GS | MPG  | FG%  | 3P%  | FT%  | RPG | APG | SPG | BPG | PPG  |
| --- | -------- | ----- | ----- | -- | -- | ---- | ---- | ---- | ---- | --- | --- | --- | --- | ---- |
| 2017/18 | Джорджия | SEC   | FR    | 33 | 5  | 14,7 | 44,9 | 36,4 | 52,3 | 3,9 | 0,2 | 0,2 | 1,3 | 3,9  |
| 2018/19 | Джорджия | SEC   | SO    | 32 | 32 | 31,6 | 46,0 | 28,1 | 64,1 | 8,6 | 1,8 | 1,1 | 2,5 | 13,0 |
| Всего | Всего    | Всего | Всего | 65 | 37 | 23,0 | 45,7 | 30,2 | 61,1 | 6,2 | 1,0 | 0,6 | 1,9 | 8,4  |
| Наведите курсор мыши на аббревиатуры в заголовке таблицы, чтобы прочесть их расшифровку Статистика приведена с сайта sports-reference.com |          |       |       |    |    |      |      |      |      |     |     |     |     |      |